# Старовойт, Андрей Петрович
Андрей Петрович Старовойт (род. 20 ноября 1972, Киев) — основатель первого
украинского вида спорта — фри-файт, президент Международной и Всеукраинской федераций «Фри-файт», почётный монах монастыря Шаолинь в Китае, мастер тайцзи-цюань, и традиционного шаолиньского кунг-фу. Глава правления многоотраслевого объединения «Пересвит», президент спортклуба «Пересвит», основатель и учитель школы боевых искусств «Пересвит».

## Биография
Родился (20 ноября 1972) и вырос в поселке Коцюбинское Киевской области в семье рабочих. Мать — Старовойт Галина Григорьевна, отец — Старовойт Петр Фёдорович.
В 1989 году окончил среднюю школу.
1989—1990 — Киевский Театр-студия эстрадных миниатюр (актёр-стажёр).
В 1993 году окончил Киевское эстрадно-цирковое училище по специальности «артист цирка спортивно-акробатического жанра».
После полученной травмы не смог продолжать карьеру циркового артиста. Разработал свою систему ведения охраны и в 1994 г создал охранную фирму «Пересвит». Изучил и добился мастерства в разных стилях боевых искусств (карате, джиу-джитсу, таэквондо, ушу), а также в боксе. Изучая основные стили единоборств, создал новую систему ведения боя фри-файт, сочетая лучшие приёмы и техники, представленные в боевых искусствах мира.
В 1997 г. открыл Спортивный клуб «Пересвит».
В 1998 году на турнире по смешанным единоборствам World Super Challenge, организованным Старовойтом в Киеве, погиб человек-  31-летний американец Дуглас Дедж, после этого Андрей Петрович отправился в Китай, где изучал кунг-фу и тайцзи-цюань в монастыре Шаолинь.
В 2001 году регистрирует "Международную федерацию боевых искусств «Фри-файт» и начинает систематическое проведение Международных Турниров Чести по фри-файту в Киевском Дворце спорта.
В 2004 году регистрирует "Всеукраинскую федерацию боевых искусств «Фри-файт».
В 2004 году окончил Национальную академию государственного управления при президенте Украины, специальность «Философия государственного управления».
В 2006 году ученики и близкое окружение, основываясь на идеологии объединения «Пересвит», главой которого также является Андрей Петрович Старовойт, создают политическую партию "Политическое объединение «Пряма дия».

## Спортивный клуб «Пересвит»
Спортивный клуб «Пересвит» был создан в 1997 году в пгт. Коцюбинское Киевской области. Со временем клуб сформировался в школу боевых искусств со своим институтом наставничества.
В стенах Школы была создана система ведения боя «Вольный бой» (англ. — «free-fight»), официально зарегистрированная на Украине как вид спорта в … К 2009 году "Всеукраинская федерация боевых искусств «Фри-файт» зарегистрировала 16 областных организаций.

## Фри-файт
Фри-файт, по правилам которого, с 2001 года, проходят турниры чести «Звезда Пересвита» — смешанные боевые искусства, созданные на Украине. Фри-файт объединяет самые эффективные приемы ведения поединка из разных видов единоборств, сведенных к единой системе.
Необходимая всесторонняя подготовка спортсменов обеспечивается за счет особой системы их тренировок и развития. Фри-файт выходит за рамки просто спорта. Отдельное внимание уделяется здоровью, а также вопросам воспитания морали.
Сегодня фри-файт известен не только на Украине, но и за рубежом. Ежегодно в Киевском Дворце Спорта собираются мастера фри-файта Португалии, Латвии, России, Голландии, Англии, Испании, Италии, Франции и других стран.